# Nansemonds
Les Nansemonds sont le peuple indigène de la Nansemond River, un affluent de 32 kilomètres de long de la James River, en Virginie. Les Nansemonds vivaient dans des établissements des deux côtés de la Nansemond River où ils pêchaient (le nom Nansemond signifiant « point de pêche » en algonquien), récoltaient des huîtres, chassaient et cultivaient dans un sol fertile.
Progressivement chassés de leurs terres à partir de l'époque coloniale, les Nansemonds ont peiné à maintenir leur culture. Ils se sont réorganisés à la fin du XXe siècle et ont obtenu la reconnaissance de l'État de Virginie en 1985. Ils ont obtenu la reconnaissance fédérale en 2018 après un projet de loi adopté par le Congrès. De nombreux membres de la tribu vivent encore sur d'anciennes terres ancestrales à Suffolk, Chesapeake et dans les villes environnantes.

## Langue
On suppose que la langue Nansemond était algonquienne, semblable à celle de nombreuses autres tribus côtières de l'Atlantique. Mais seuls six mots ont été conservés, ce qui ne suffit pas à l'identifier. Les six mots, dont la mémoire peut avoir été altérée au moment où ils ont été écrits en 1901, sont nĭkătwĭn (un), näkătwĭn (deux), nikwásăti (trois), toisíaw ' (quatre), mishä́naw (cinq) et marímo (chien).

## Histoire

### Prémices
Le peuple Nansemond était membre de la chefferie suprême de Powhatan, qui se composait d'environ 30 tribus, estimées à plus de 20 000 personnes dans la zone côtière de ce qui est devenu la Virginie. Ils ont payé fidélité à un chef suprême, connu sous le nom de Powhatan. Ils vivaient le long de la Nansemond River, une région qu'ils appelaient Chuckatuck. En 1607, lorsqu'un groupe de colons dirigé par l'explorateur John Smith arrive sur la rive nord de la rivière James et établit la colonie de Jamestown, les Nansemonds sont d'abord méfiants.
En 1607, les colons de Jamestown avaient commencé à explorer la Nansemond River, en suivant les parcs à huîtres de la rivière. Les relations entre les colons et les Nansemonds, déjà tendues par les raids indiens, se sont encore détériorées en 1609 lorsqu'un groupe de colons de Jamestown a été envoyé chez les Indiens pour échanger des cliquets et du cuivre contre de la nourriture. Les colons ne sont jamais revenus. Une équipe de recherche a été formée et tombant sur des Indiens, on leur a dit que le groupe avait été sacrifié, leurs cerveaux coupés et grattés de leurs crânes avec des coquilles de moules. En représailles, les colons se sont rendus à Dumpling Island, où vivait le chef et où étaient conservés les temples et les objets sacrés de la tribu. Le raid a détruit les lieux de sépulture des chefs tribaux et des temples. Les maisons et les sites religieux ont été saccagés à la recherche d'objets de valeur, tels que des perles et des ornements en cuivre, qui étaient habituellement enterrés avec les corps des dirigeants. Dans les années 1630, les colons commencent à empiéter sur les terres des Nansemonds. Les deux peuples avaient des idées différentes sur le concept de propriété foncière.

### Mariage de John Bass et Elizabeth

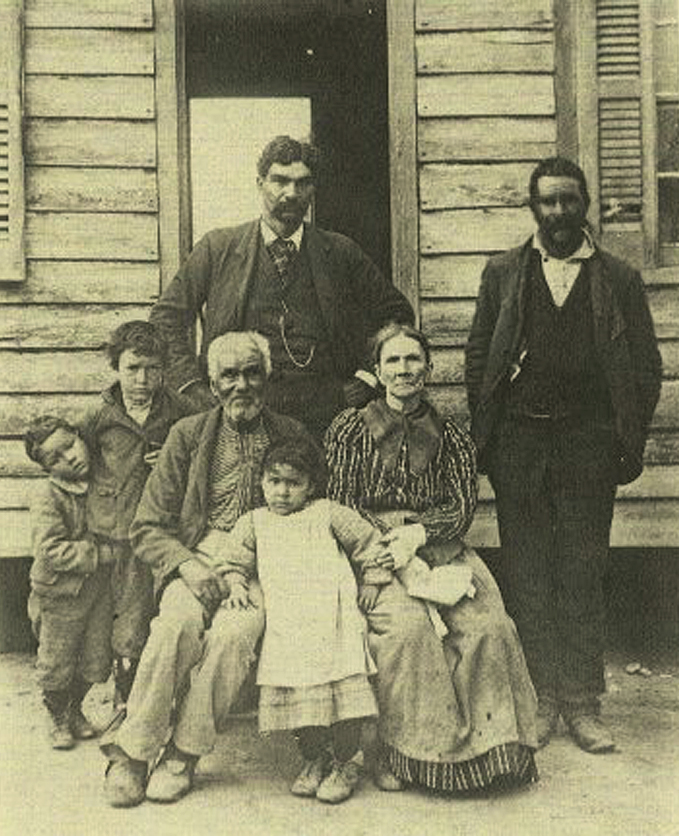
Membres de la tribu Nansemond, principalement des membres des familles Weaver et Bass, vers 1900, Smithsonian Institution.

John Bass, un colon de Virginie du début du XVIIe siècle, a épousé Elizabeth, la fille du chef de la nation Nansemond. Après avoir été baptisée dans l'Église anglicane établie de la colonie, ils se sont mariés le 14 août 1638. Bass était né le 7 septembre 1616 ; il mourut en 1699. Ils ont eu huit enfants ensemble (Elizabeth, John, Jordan, Keziah, Nathaniel, Richard, Samuel et William). Bien que christianisée, Elizabeth a probablement élevé ses enfants dans la culture Nansemond: la tribu avait un système de parenté matrilinéaire dans lequel les enfants étaient considérés comme nés dans le clan et le peuple de leur mère. Certains Nansemonds prétendent descendre de ce mariage. Sur la base de ses recherches, le Dr Helen C. Rountree dit que tous les Nansemonds actuels descendent de ce mariage. 

« William H. Weaver est assis ; Augustus Bass se tient derrière lui. La famille Weaver était constituée d'Indiens de l'Est sous contrat (de l'Inde et du Pakistan modernes) qui étaient libres dans le comté de Lancaster vers 1710. En 1732, ils étaient des « imposables » (note : les Noirs libres (généralement des personnes de couleur libres) et les Indiens (Amérindiens) devaient payer une taxe] dans le comté de Norfolk, et des propriétaires fonciers « mulâtres » imposables dans le comté voisin de Hertford, en Caroline du Nord, en 1741. En 1820, il y avait 164 membres « de couleur libre» de la famille dans le comté de Hertford. Dans les années 1830, certains se sont inscrits comme Indiens Nansemonds dans le comté de Norfolk. »

— Smithsonian Institution, Nansemond Indians, ca. 1900
Affectée par l'invasion des colons tout au long du XVIIe siècle, la tribu Nansemond finit par se diviser. Ceux qui étaient devenus chrétiens adoptèrent les mœurs européennes et restèrent le long de la Nansemond River en tant que fermiers. Les autres Nansemonds, connus sous le nom de « Pochick », s'engagèrent dans une guerre infructueuse avec les colons de la Nouvelle-Angleterre en 1644, et les survivants du conflit s'enfuirent au sud-ouest vers la rivière Nottoway, où ils se virent attribuer une réserve par la Chambre des Bourgeois de Virginie. En 1744, ils avaient cessé d'utiliser la réserve et étaient allés vivre avec les Indiens Nottoway [note : il s'agissait d'une tribu de langue iroquoienne ] sur une autre réserve à proximité. Les Nansemonds ont vendu leur réserve en 1792 et étaient connus comme des Indiens « citoyens ».

## Période contemporaine
Aujourd'hui, les Nansemonds comptent environ 400 membres tribaux. En tant que « tribu citoyenne », ils ont obtenu la reconnaissance de l'État en 1984 et la reconnaissance fédérale en 2009. Le chef actuel est Keith Anderson. Ils tiennent des réunions tribales mensuelles à l'Église méthodiste unie de l'Indiana (qui a été fondée en 1850 en tant que mission pour les Nansemonds). La tribu organise un pow-wow annuel chaque année en août. La tribu a également édifié un musée et des boutiques de cadeaux.

### Restauration de Mattanock

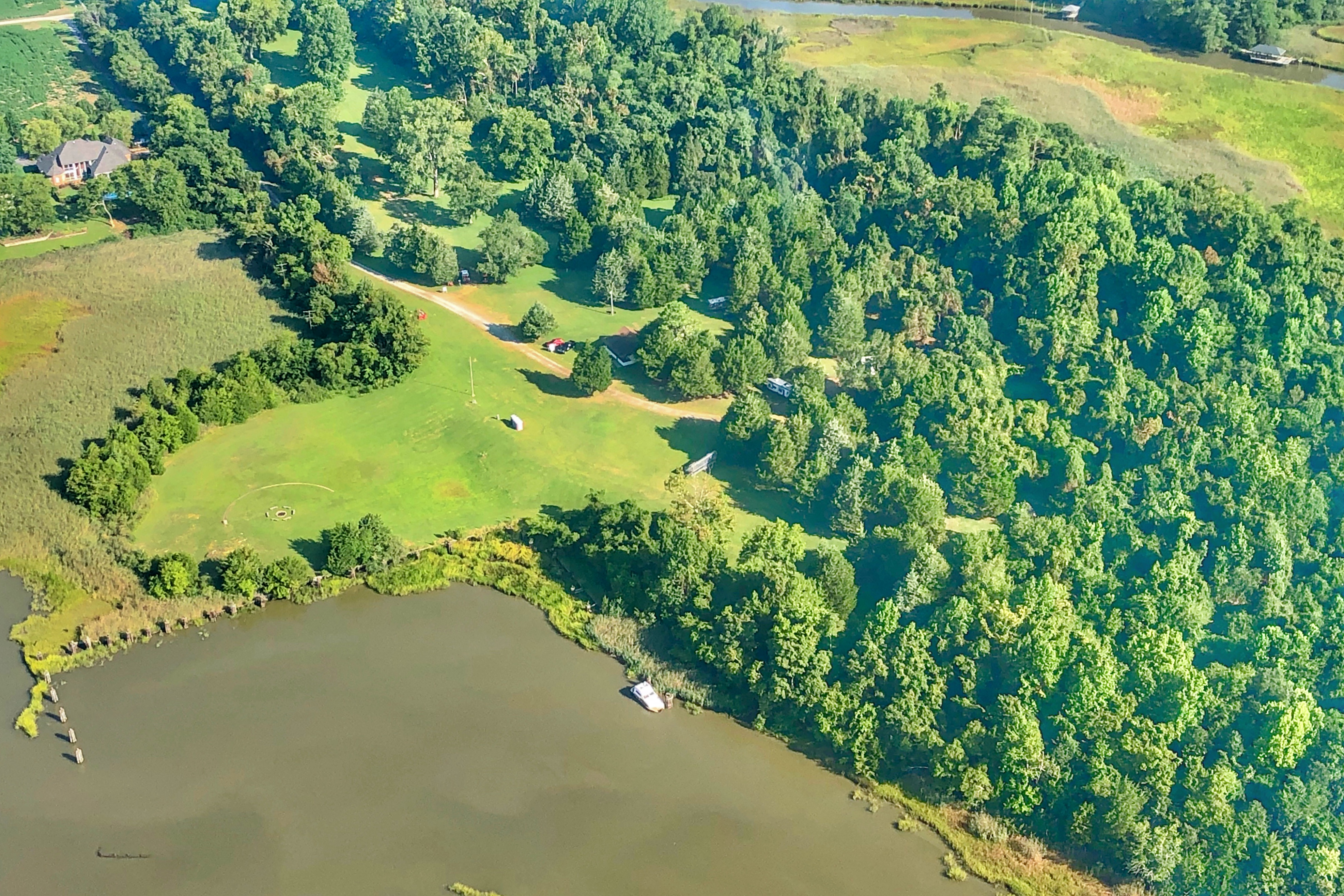
Vue aérienne de Mattanock le lendemain du 31e Pow-Wow Indien Nansemond.

En 2013, les Nansemonds sont parvenus à un accord avec la ville de Suffolk, qui leur a transféré 40 hectares d'un parc riverain de 440 hectares le long de la Nansemond River, leur territoire ancestral. Cet accord était le résultat de plusieurs années de discussions. La ville de Suffolk a créé un groupe de travail pour examiner le projet, qui a soutenu l'attribution du site aux Nansemonds bien qu'il soit composé principalement de non-Indiens. La tribu devait fournir des plans détaillés pour le projet, y compris des dessins, et ils devaient également soumettre des documents au groupe de travail de Mattanock Town expliquant le type de fondation à but non lucratif qui serait créée une fois que l'acte de propriété serait remis à la tribu. Helen C. Rountree, dont les recherches ont aidé à identifier l'emplacement de Mattanock a aidé la tribu, qui prévoyait de baser sa reconstruction sur des recherches archéologiques pour s'assurer que les maisons longues et autres structures avaient les dimensions historiques appropriées.
En août 2013, la ville de Suffolk transfère les terres ancestrales Nansemond à la tribu. En novembre, des membres de la tribu Nansemond se sont réunis sur le site historique de Mattanock Town et ont béni la terre. La tribu utilisera ce site pour reconstruire l'établissement de Mattanock, ainsi qu'un centre communautaire, un musée, un terrain de pow-wow, entre autres installations. Ils prévoient d'attirer les touristes en exposant leur patrimoine. Ce projet a été élaboré entre la tribu et la ville sur une période de plus de dix ans.

## Reconnaissance fédérale
Les Nansemonds et d'autres tribus de Virginie sans terre n'ont obtenu la reconnaissance fédérale que lorsque le Congrès a adopté un projet de loi à leur sujet, en 2018. Il concernait la tribu indienne Chickahominy ; la tribu indienne des Chickahominy de l'Est ; la tribu Mattaponi supérieure ; la tribu Rappahannock ; la nation indienne monacan et la tribu indienne Nansemond.
Ces tribus sans terre avaient chacune demandé la reconnaissance fédérale depuis la fin du XXe siècle par le biais du processus régulier du Bureau des affaires indiennes du ministère de l'Intérieur. Elles avaient du mal à démontrer une continuité culturelle et politique depuis la période des relations de leurs tribus avec la colonie et l'État. Cela était dû en partie à la discrimination raciale des Américains d'origine européenne, amplifiée par le fait que Virginia avait été un état esclavagiste. Puisque les Nansemonds et d'autres peuples tribaux se mariaient avec des Blancs ou des Afro-Américains, les Américains européens supposaient qu'ils n'étaient plus «indiens». Mais si la mère était Nansemond, elle élevait généralement ses enfants dans leur tradition. 
Au début du XXe siècle, la Virginie a adopté une loi établissant un système binaire de la « règle de la goutte unique », exigeant que chaque individu soit classé comme blanc ou de couleur (cette dernière couvrait toute personne ayant une ascendance africaine connue, indépendamment de toute autre ascendance ou contexte culturel). Les administrateurs ont refusé de reconnaître les familles qui prétendaient être indiennes et les ont généralement classées comme noires, détruisant la continuité des dossiers. En revanche, les membres des tribus qui étaient catholiques ont continué à être enregistrés par les églises comme Indiens pour les baptêmes, les mariages et les funérailles.